# Christian Schuster
Anders Christian Anton Schuster, född 4 juni 1850 i Ö Viskum, Danmark, död 7 mars 1911 i Brunflo församling, var en svensk orgelbyggare.

## Biografi
Han var anställd fram till 1875 hos den danske orgelbyggaren Daniel Köhne, Köpenhamn och senare hos orgelbyggare Knud Olsen, Köpenhamn.  18878-83 var Schuster bosatt i Göteborg och arbetade hos orgelbyggaren Salomon Molander, Göteborg och tidvis även hos orgelbyggare Sonrek i Köln. 1883 flyttade han till Kristiania i Norge där han hjälpte den danske orgelbyggaren Frederik Nielsen vid uppsättningen av dennes orgel i Vor Frelsers kirke. 1885 flyttade Schuster till Jämtland där han etablerade sig med verkstad i Östersund. Våren 1896 företog han en studieresa till Tyskland och flyttade i januari 1898 till Ringköbing i Danmark, där han förestod Kirkrorgelafdelningen hos J.P.Andresens Harmonikufabrik. 1901 återkom Schuster till Östersund och fortsatte sin verksamhet som orgelbyggare där till sin död 1911. Före 1890 byggde Schuster orglar med slejflådor men övergick därefter till kägellådor.

## Lista över orglar
| År        | Ursprunglig kyrka         | Stift            | Manualer | Pedal        | Stämmor | Bevarad orgel/fasad         | Övrigt |
| --------- | ------------------------- | ---------------- | -------- | ------------ | ------- | --------------------------- | --- |
| 1886      | Gåxsjö kyrka              | Härnösands stift | 2        | Bihängd      | 10      |                             | Byggdes tillsammans med Carl Olof Christensson Lindgren, Häggenås.                                                        |
| 1889      | Uppsala Missionskyrka     |                  |          |              | 8       |                             | |
| 1887      | Laxsjö kyrka              | Härnösands stift | 2        | Självständig | 12      |                             | |
| 1888      | Östersunds gamla kyrka    | Härnösands stift |          |              |         |                             | Ombyggdes och omdisponerades.                                                                                             |
| ca 1890   | Metodistkyrkan, Sundsvall |                  | 1        | Bihängd      | 4       | Ja/Ja                       | Mekanisk orgel. |
| 1890-1891 | Dorotea kyrka             | Luleå stift      |          |              | 8       |                             | |
| 1892      | Långsele kyrka            | Härnösands stift |          |              | 9       |                             | Ombyggnation. |
| 1892      | Edsele kyrka              | Härnösands stift | 1        | Självständig | 7       |                             | |
| 1893/1894 | Hammerdals kyrka          | Härnösands stift |          |              | 19      |                             | Tillbyggdes ett svällverk och gjorde viss omdisponering.                                                                  |
| 1891/1894 | Bodums kyrka              | Härnösands stift | 2        | Självständig | 12      |                             | |
| 1894      | Bodsjö kyrka              | Härnösands stift | 1        | Bihängd      | 4       |                             | Flyttades 1929 till Gillhovs kapell.                                                                                      |
| 1895/1892 | Eds kyrka                 | Härnösands stift | 1        | Bihängd      | 6       |                             | |
| 1896/1886 | Trehörningsjö kyrka       | Härnösands stift |          |              | 3 1/2   | -/Ja (tillbyggd på sidorna) | Sammansatt av äldre material.                                                                                             |
| 1896      | Stuguns kyrka             | Härnösands stift |          |              |         |                             | Överflyttning och renovering av orgel tillsammans med Carl Olof Christensson Lindgren, Häggenås.                          |
| 1901      | Indals kyrka              | Härnösands stift |          |              |         |                             | Mindre ombyggnad |
| 1901/1902 | Tåsjö kyrka               | Härnösands stift | 1        | Självständig | 12      |                             | Ombyggdes och tillbyggnad.                                                                                                |
| 1902      | Anundsjö kyrka            | Härnösands stift |          |              |         |                             | Ombyggnad |
| 1903-1904 | Holms kyrka               | Härnösands stift |          |              |         |                             | Flyttning av orgel och omdisponering.                                                                                     |
| 1904/1906 | Resele kyrka              | Härnösands stift | 2        | Självständig | 14      |                             | |
| 1909      | Kalls kyrka               | Härnösands stift |          |              |         |                             | Ombyggdes och tillbyggnad samt renovering.                                                                                |
| 1909-1911 | Bodsjö kyrka              | Härnösands stift | 2        | Självständig | 12      | Ja/Ja                       | Tillsammans med Jöns Eriksson, Östersund (f. 1866). Fyra stämmor omdisponerade 1948 av E A Setterquist & Son Eftr, Örebro |

- Eventuellt byggt orgeln i Håsjö gamla kyrka.
- Oslo domkyrka (hjälpte Nielsen med uppsättning av orgel)

### Övriga
- 1893 Ljustorps kyrka (reparation)